# Раис Туляк
Раис Гуссамович Туляков (псевдоним — Раис Туляк; 1959—2007) — башкирский поэт, член Союза писателей Республики Башкортостан. Лауреат Государственной премии им. Ш. Бабича (1995).

## Биография
Раис Туляков родился в 1959 году в деревне Буранбаево Баймакского района БАССР. После окончания средней школы работал в колхозе. Служил в рядах Советской Армии.
После службы учился в Башкирском государственном университете (ныне Уфимский университет науки и технологий).
По окончании БГУ работал литсотрудником Союза писателей, потом преподавателем в Сибайском педколледже, Сибайском филиале БГУ. Работал ответственным секретарем Сибайского филиала Союза писателей, заведующим отдела пропаганды Союза писателей Башкортостана.
С 2000 года работал в редакции журнала «Тамаша», газеты «Башкортостан» и др.
Первый сборник стихов был издан в Уфе в 1988 году. За поэму «Ҡашмау» и сборник стихов «Ожерелье» был удостоен молодежной государственной премии им. Ш. Бабича.
Р. Туляк — автор четырех поэтических сборников. Сборник со стихами поэта «Душа поющая бессмертна» после его смерти подготовила и выпустила его вдова Ф. Х. Тулякова.
«Ты спросишь, сморщив личико-овал,

С улыбкою недетской на губах:

А где я был, когда ты воевал?

— В моих мечтах, ты был в моих мечтах.

А если спросишь, пересилив дрожь,

Которая с годами все сильней,

Где буду я, когда ты подрастешь,

— Лишь в памяти, — отвечу, — только в ней».

## Память
В начале 2009 года, в связи с 50-летием со дня рождения поэта Р.Туляка, редакция газеты «Йэшлек» объявила республиканский конкурс поэзии.

## Награды
Государственная премия им. Ш. Бабича (1995)